# الرباط (الخبت)

تعديل مصدري - تعديل

الرباط هي إحدى قرى عزلة جبع بمديرية الخبت التابعة لمحافظة المحويت، بلغ تعداد سكانها 348 نسمة حسب تعداد اليمن لعام 2004.